# Inez Scott Ryberg
Pour les articles homonymes, voir Scott et Ryberg.
Inez Scott Ryberg, née le 2 novembre 1901 à Grimes (Iowa, États-Unis) et morte en septembre 1980 à Gainesville (Floride, États-Unis), est une archéologue américaine, spécialiste de l'art et de l'architecture de la Rome antique.

## Biographie
Elle naît en 1901 sous le nom d'Inez Gertrude Scott. Son père est pasteur presbytérien, ce qui influence la première partie de sa vie et la conduit à suivre des études latines et religieuses.
En 1921, elle s'inscrit à l'université du Minnesota ; elle y obtient un BA en latin et un MA. En 1924, elle part à l'université du Wisconsin à Madison préparer son doctorat. Son sujet de recherche est le « grand style dans les Satires de Juvénal »,. Le professeur George Converse Fiske devient son mentor, notamment en raison de leur intérêt mutuel pour la religion romaine ; il l'aide au début de sa carrière.
Après avoir terminé son doctorat, elle enseigne le latin au Wilson College (Pennsylvanie) (en). Elle quitte ensuite les États-Unis, ayant obtenu une bourse de l'American Academy in Rome. Membre du conseil consultatif pour les études classiques de l'académie, George Converse Fiske l'avait encouragée à postuler. Elle fait partie des trois candidats à bénéficier de cette bourse, qui comprend une allocation annuelle de 1 250 $ et ce pour deux ans. À l'académie, elle étudie avec les historiens Tenney Frank (en) et Charles Rufus Morey (en). Plus tard dans sa vie, elle prend des années sabbatiques afin de retourner à l'académie et travailler dans sa bibliothèque, fréquentant également plusieurs musées de Rome.
Elle revient aux États-Unis, enseigne un an le latin au Smith College puis devient professeure adjointe en 1927 au Vassar College, où elle enseigne jusqu'en 1965 ; elle y succède à Lily Ross Taylor. En 1942, elle y devient présidente du département des études classiques, après le départ en retraite d'Elizabeth Hazelton Haight (en) ; elle abandonne momentanément cette fonction entre 1949 et 1952, lorsqu'elle retourne à l'académie. 
En 1955 sort Rites of the State Religion in Roman Art, un ouvrage considéré comme un jalon historiographique, où Inez Scott Ryberg insiste parmi les premières sur l'importance des rituels religieux dans l'art de la Rome antique.
Le Vassar College finance plusieurs de ses publications et recherches. En mars 1965, elle quitte l'établissement pour raisons de santé. Elle meurt en 1980.

## Vie privée
Le 11 juin 1930, elle épouse Milton Emmanuel Ryberg. Chacun se concentrant sur sa carrière respective, le couple n'a pas d'enfants.

## Récompenses et affiliations
- À l'université du Wisconsin, elle est membre de la fraternité Phi Beta Kappa[5].
- En 1960, elle reçoit la bourse Guggenheim pour son travail[7].
- En 1951, elle est nommée membre du conseil d'administration de l'American Philological Association ou APA (de nos jours Society for Classical Studies (en))[1]. En 1962, elle est présidente de l'APA ; elle est la sixième femme à occuper cette fonction[8] ; elle est élue fellow en 1963[1].
- Elle occupe la chaire Sarah Mills Raynor en latin de 1961 à 1965.
- Elle est membre de l'Institut archéologique américain.
- Elle est vice-présidente de la Vergilian Society en 1964.

### Académie américaine à Rome
- Secrétaire de la Société classique en 1941[9].
- Présidente du conseil consultatif en 1946.
- Membre du jury des études classiques pour l'attribution des bourses en 1954.

## Publications
Liste non exhaustive.

### Ouvrages
- Rites of the State Religion in Roman Art, American Academy in Rome, 1955, 227 p.
- An Archaeological Record of Rome from the Seventh to the Second Century B.C. Studies and Documents, Londres, University of Pennsylvania Press, 1940
- Panel Reliefs of Marcus Aurelius, New York, Archaeological Institute of America, 1967, 102 p.

### Articles
- (en) « The Esquiline Necropolis in the Fifth Century B. C. », American Journal of Archaeology, vol. 41, no 1,‎ janvier 1937, p. 100–106 (DOI 10.2307/498219)
- (en) « A Praenestine Cista in the Vassar College Classical Museum », American Journal of Archaeology, vol. 47, no 2,‎ avril 1943, p. 217–226 (DOI 10.2307/499810)
- (en) « The Procession of the Ara Pacis », Memoirs of the American Academy in Rome, vol. 19,‎ 1949, p. 77 (DOI 10.2307/4238621)
- (en) « Vergil's Golden Age », Transactions and Proceedings of the American Philological Association, vol. 89,‎ 1958, p. 112 (DOI 10.2307/283670)
- (en) « Tacitus' Art of Innuendo », Transactions and Proceedings of the American Philological Association, vol. 73,‎ 1942, p. 383 (DOI 10.2307/283558)
- (en) avec Richard Brilliant, « Gesture and Rank in Roman Art (Memoirs of the Connecticut Academy of Arts and Sciences, xiv) », The Art Bulletin, vol. 47, no 1,‎ mars 1965, p. 139 (DOI 10.2307/3048241)